# Болотов, Василий Гаврилович
Василий Гаврилович Болотов (1908—1976) — подполковник Советской Армии, участник Великой Отечественной войны, Герой Советского Союза (1942).

## Биография
Родился 29 февраля (по новому стилю — 13 марта) 1908 года в селе Болотово Махнёвской волости Верхотурского уезда Пермской губернии (ныне — Болотовское, Махнёвское муниципальное образование, Свердловская область).
В 1924 году окончил семь классов школы в селе Мугай, после чего работал лесосплавщиком в Алапаевском леспромхозе.
В октябре 1930 года был призван на службу в Рабоче-крестьянскую Красную Армию. До октября 1931 года Болотов служил в 9-м горнострелковом полку, принимал участие в боях с басмаческими формирования в Средней Азии. В 1932 году он окончил военно-теоретическую школу ВВС в Ленинграде, в 1933 году — военную авиационную школу лётчиков в Энгельсе. Проходил службу в строевых частях ВВС Белорусского военного округа.
С начала Великой Отечественной войны на её фронтах. Был помощником командира, командиром эскадрильи 61-го штурмового авиаполка на Западном и Калининском фронтах.
Указом Президиума Верховного Совета СССР «О присвоении звания Героя Советского Союза начальствующему и рядовому составу Красной Армии» от 12 апреля 1942 года за «образцовое выполнение боевых заданий командования и проявленные при этом отвагу и геройство» удостоен высокого звания Героя Советского Союза с вручением ордена Ленина и медали «Золотая Звезда» за номером 584.
В апреле-сентябре 1942 года Болотов руководил перегонкой «Ил-2» с авиационных заводов в Куйбышеве на фронт. В сентябре 1942 — ноябре 1944 года Болотов командовал 826-м штурмовым авиаполком на Воронежском и 1-м Прибалтийском фронтах. За годы войны он совершил более 50 боевых вылетов на самолётах «И-153» и «Ил-2», был контужен и дважды легко ранен. В 1945 году окончил курсы усовершенствования при Военно-воздушной академии в Монино.
В 1945—1946 годах был старшим лётчиком-инспектором по технике пилотирования Управления ВВС по Ставропольскому военному округу.
В 1946—1948 годах — лётчик-испытатель 27-го отдельного смешанного испытательного авиаполка Государственного центрального полигона Министерства обороны СССР, участвовал в испытаниях нескольких образцов вооружения на штурмовиках «Ил-2», «Ил-10» и других самолётах. С 1949 года командовал учебной эскадрильей в Аткарском учебном авиационном центре ДОСААФ.
В сентябре 1954 года в звании подполковника Болотов был уволен в запас. Проживал в городе Аткарск Саратовской области, впоследствии — в Тюмени.
Умер 16 октября 1976 года, похоронен на Червишевском кладбище Тюмени.
Был также награждён двумя орденами Красного Знамени, орденом Отечественной войны 1-й степени, двумя орденами Красной Звезды, а также рядом медалей.